# Торії Кійомасу
Торії Кійомасу (2-а пол. XVII ст. — після 1722) — японський художник доби Едо жанру укійо-е. Представник школи Торії.

## Життя та діяльність
Про Кійомасу відомо замало. Є припущення дослідників щодо родинних стосунків з художником Торіі Кійонобу: за однією версією, Кійомасу — син його молодшого брата, за іншою — його власний син, висувається також версія про те, що обидва художники — одна і та сама особа, через майже нерозрізненну подібність їхніх багатьох робіт. Втім низка дослідників вважає, що стиль Кійомасу більш м'який і витончений, ніж стиль Кійнобу. Розквіт творчості Торії Кійомасу припав на 1697—1722 роки.
Після смерті Торіі Кійнобу стає визнаним очільником школи Торіі. Вважається, що самевін завершив формування стилю школи Торії. Кійомасу створював більшу частину своїх робіт в жанрі театральної гравюри (якуся-е) театру Кабукі, отримавши за свій особливий стиль прізвисько якуся-е-но Торії (Торії, який робить акторські портрети).
Сприяв також розвитку ксилографії, створюючи дошки, підфарбовані помаранчево-червоною (тан), жовтою, зеленою, блакитною фарбами.